# Милован Дрецун
Милован Дрецун (Врање, 4. октобар 1957) српски је политичар, новинар, ТВ водитељ, журналиста, војнополитички аналитичар. Посланик је у Народној скупштини Републике Србије.

## Биографија
Милован Дрецун је рођен у официрској породици. Одрастао је у Сурдулици где је завршио и Основну школу, а гимназију у Владичином Хану, а Факултет политичких наука, међународни смер, у Београду 1981. године.
Почео је да ради као спољно-политички уредник у листу „Народна армија“, гласилу тадашње ЈНА, који је након распада СФР Југославије 1992. преименован у „Војска“. У Радио-телевизију Србије (РТС) прешао је 1993. и као војно-политички коментатор, углавном пратио збивања на Косову. У време бомбардовања НАТО-а 1999. био је извештач РТС са Косова.
Косово је напустио заједно са јединицама Војске Југославије након потписивања Војно-техничког споразума у Куманову, 12. јуна 1999. године. После НАТО бомбардовања био је међу првих осам одликованих орденима за храброст. Почетком 2000, а након јавних изјава и оснивања партије Препород Србије чији је председник, добио је плаћено одсуство у РТС до 1. новембра те године, а потом је напустио ту ТВ кућу. Средином 2011. године пратио је збивања у Либији током грађанског рата у тој земљи.
Аутор је и водитељ документарне серије „Изазови истине“, која се бави ратовима на простору бивше Југославије, као и тренутним међународним односима између Истока и Запада.
Био је члан Социјалистичке партије Србије (СПС), у коју се учланио 1996. године. Средином јуна 2011. године постао је члан Српске напредне странке (СНС), а на парламентарним изборима 2012, изабран је за народног посланика те странке. Дрецун се служи енглеским језиком, ожењен је и има двоје деце, ћерку и сина.

## Дела
Написао је неколико књига о сукобима на Косову и Метохији које су величале херојство српске војске на КиМ током рата 1999. године, као и о међународној политици:
- Косметска легенда (Гугл књиге)
- Брате, где је наша Србија (Гугл књиге)
- Алахови ратници (Гугл књиге)
- Други косовски бој (Гугл књиге)
- Рат за Косово (Гугл књиге)